# Национальный музей Те-Папа-Тонгарева
Национальный музей Те-Папа-Тонгарева (англ. The Museum of New Zealand Te Papa Tongarewa) — находится в Веллингтоне, Новая Зеландия. Открыт в 1992 году после слияния Национального музея Новой Зеландии и Национальной художественной галереи. Является самым посещаемым музеем Новой Зеландии (2021). Название музея Те-Папа, на языке маори означает «ящик с сокровищами».

## История
Первым предшественником музея Те-Папа был Колониальный музей, основанный в 1865 году. Директором музея был сэр Джеймс Гектор. Музей был построен на Музейной улице в центре города.
Колониальный музей отдавал приоритет научным коллекциям, но также приобретал ряд других предметов для своей коллекции, часто в виде пожертвований. Среди них были гравюры и картины, этнографические раритеты и предметы старины.
В 1907 году Колониальный музей был переименован в Музей Доминиона и приобрёл более широкую тематическую направленность. Идея создания общественной художественной галереи в Веллингтоне получала все большую поддержку у горожан, и в 1913 году Национальная художественная галерея была учреждена в стенах Музея Доминиона.
В 1936 году было построено новое здание для размещения Музея Доминиона и Национальной художественной галереи Новой Зеландии в составе недавно построенного Национального военного мемориала. Первоначально галерея была экспонирована коллекцией, подаренной Академией изящных искусств Новой Зеландии. И Музей Доминиона, и Галерея находились под контролем единого попечительского совета.
Национальный музей Те-Папа-Тонгарева был образован в 1992 году на основании Закона о музеях Новой Зеландии. Частью миссии нового музея было изучение национальной идентичности Новой Зеландии.
В год музей в среднем посещает от 1 до 1,3 млн посетителей.

## Коллекции музея

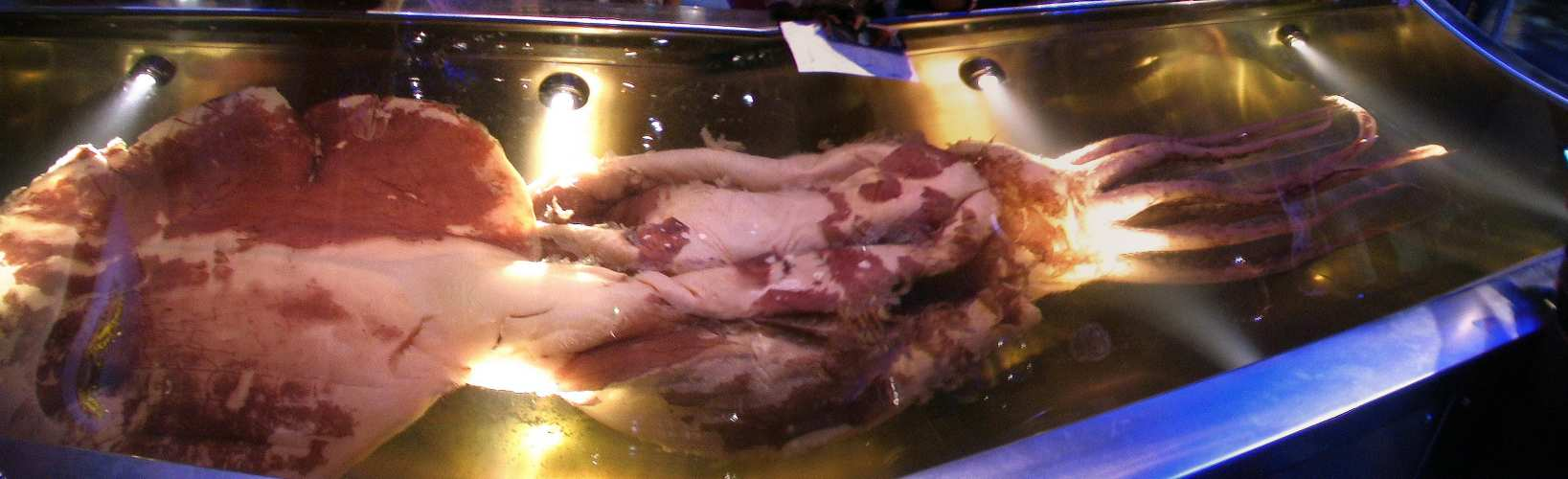
Колоссальный кальмар длиной 4.2 метра из экспозиции музея

Историческая коллекция музея включает в себя множество платьев и текстиля, самые старые из которых датируются XVI веком. Коллекция также включает Архив почты Новой Зеландии, насчитывающий около 20 000 марок и связанных с ними предметов, и Тихоокеанскую коллекцию, включающую около 13 000 исторических и современных предметов с островов Тихого океана.
Имеются значительные коллекции окаменелостей; гербарий, насчитывающий около 250 000 засушенных образцов; коллекция чучел новозеландских птиц, насчитывающая около 70 000 экземпляров; значительные коллекции амфибий, рептилий и млекопитающих.
В музее хранится самый большой в мире экземпляр редкого колоссального кальмара (Mesonychoteuthis hamiltoni). Он весит 495 килограммов и имеет длину 4,2 метра. Кальмар попал в музей в марте 2007 года после того, как был пойман новозеландским рыбаком в море Росса у берегов Антарктиды. Культурные коллекции включают в себя коллекции фотографий маори и иных культур Тихого океана.
Музей Новой Зеландии также является домом для коллекции Элгара — ценного собрания английской и французской мебели и картин, самые старые из которых датируются XVII веком. В 1946 году Музей Доминиона, один из предшественников Те-Папа, получил по завещанию Эллы Элгар несколько избранных предметов антиквариата из поместья Фернсайд. Также в музее находится резной дом маори Те Хау-ки-Туранга, помещённый туда целиком.

## Галерея картин

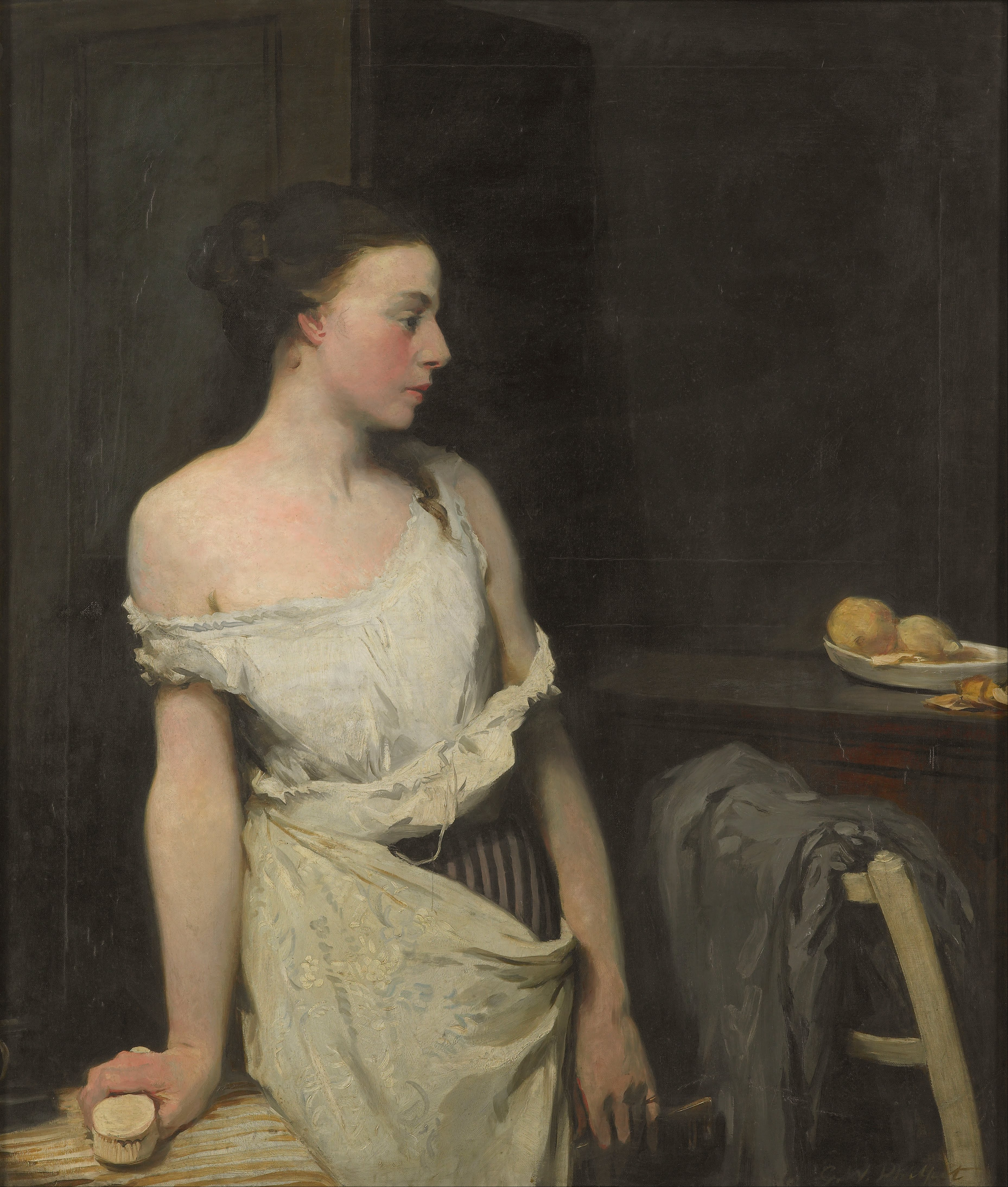
Глин Уоррен Филпот. «Girl at her toilet». Около 1910 года.
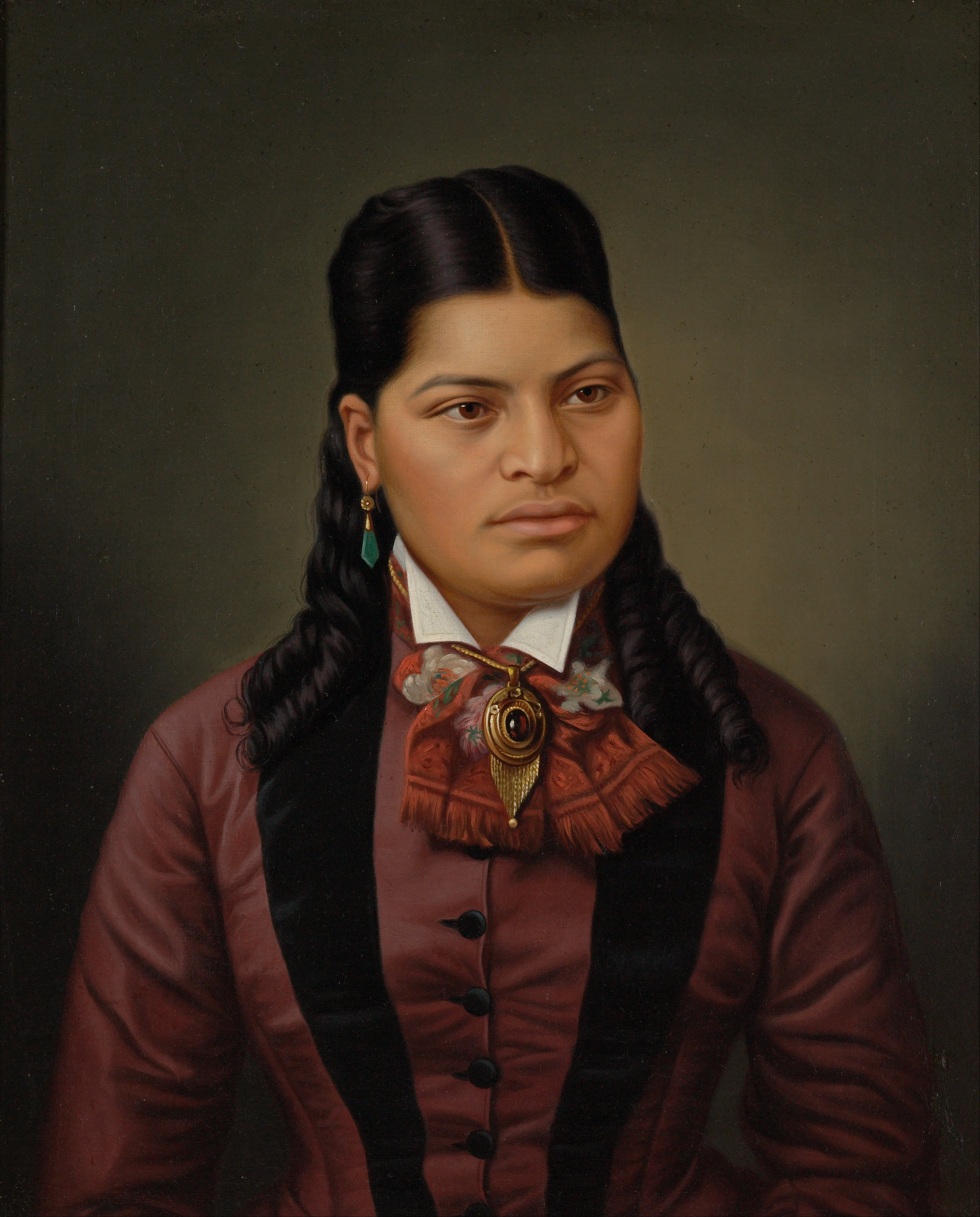
Готфрид Линдауэр. «Maori girl». Около 1874  года.
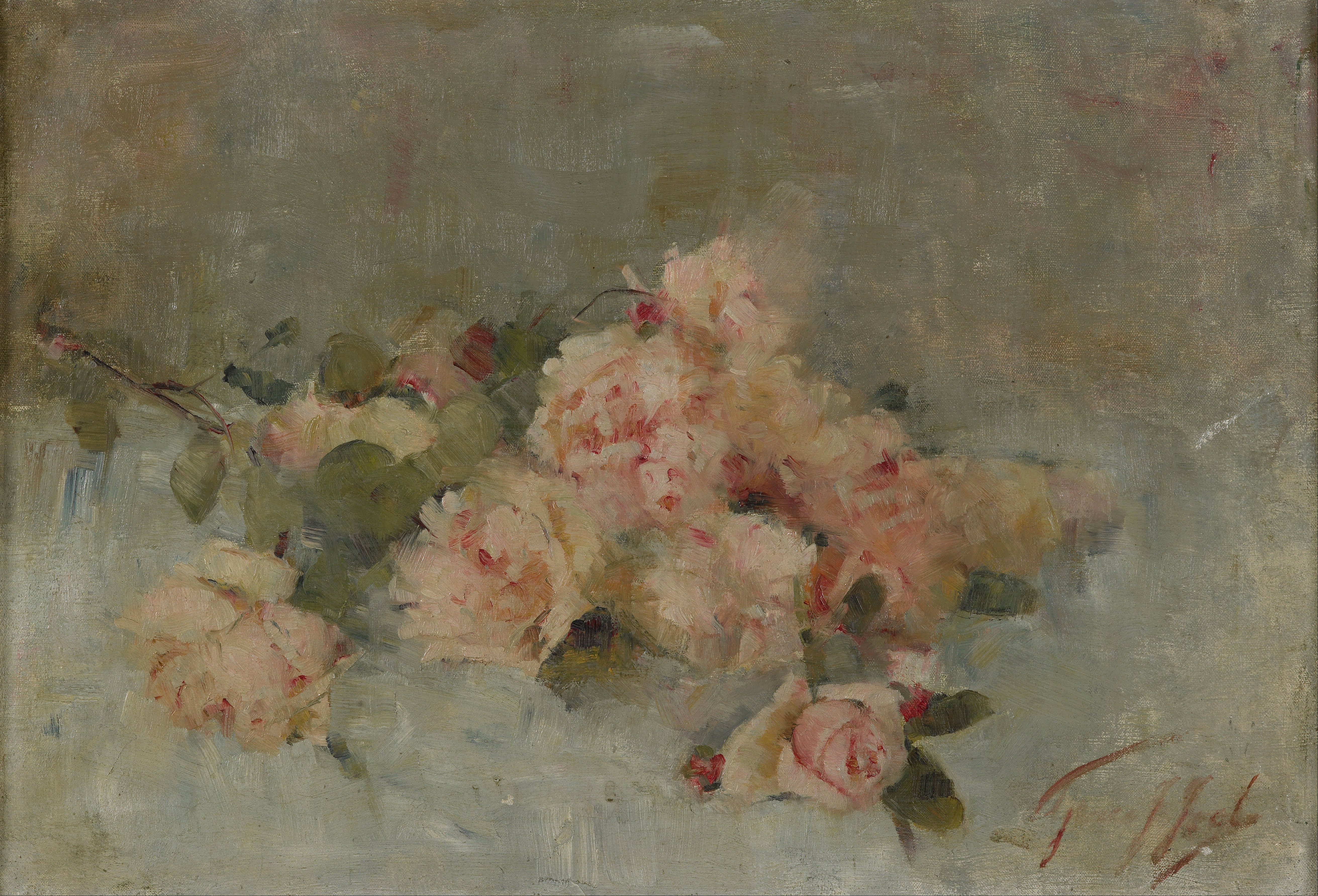
Грейс Джоэл. «Roses». Около 1895  года.
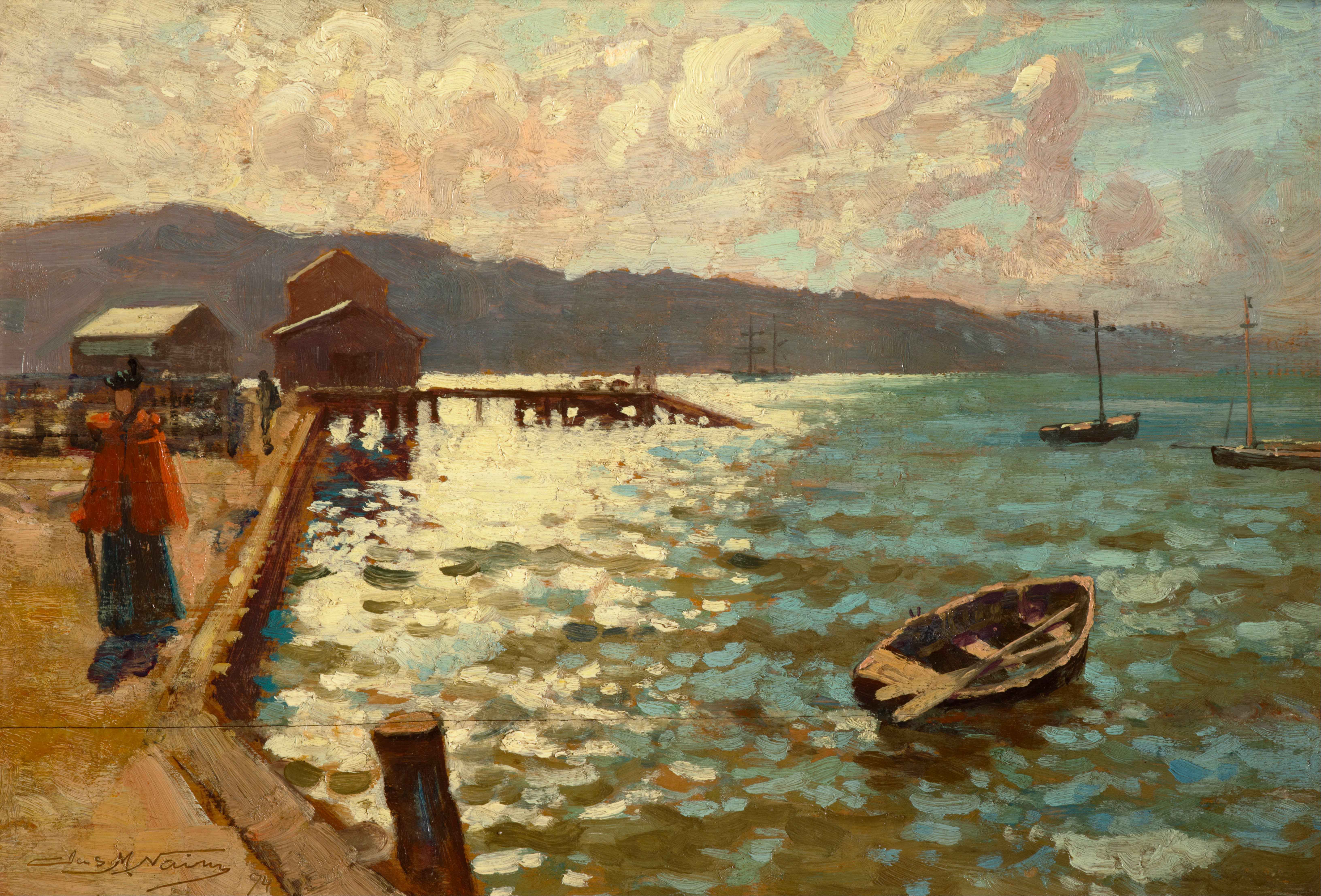
Джеймс Нэрн. «Wellington Harbour». 1984 год.
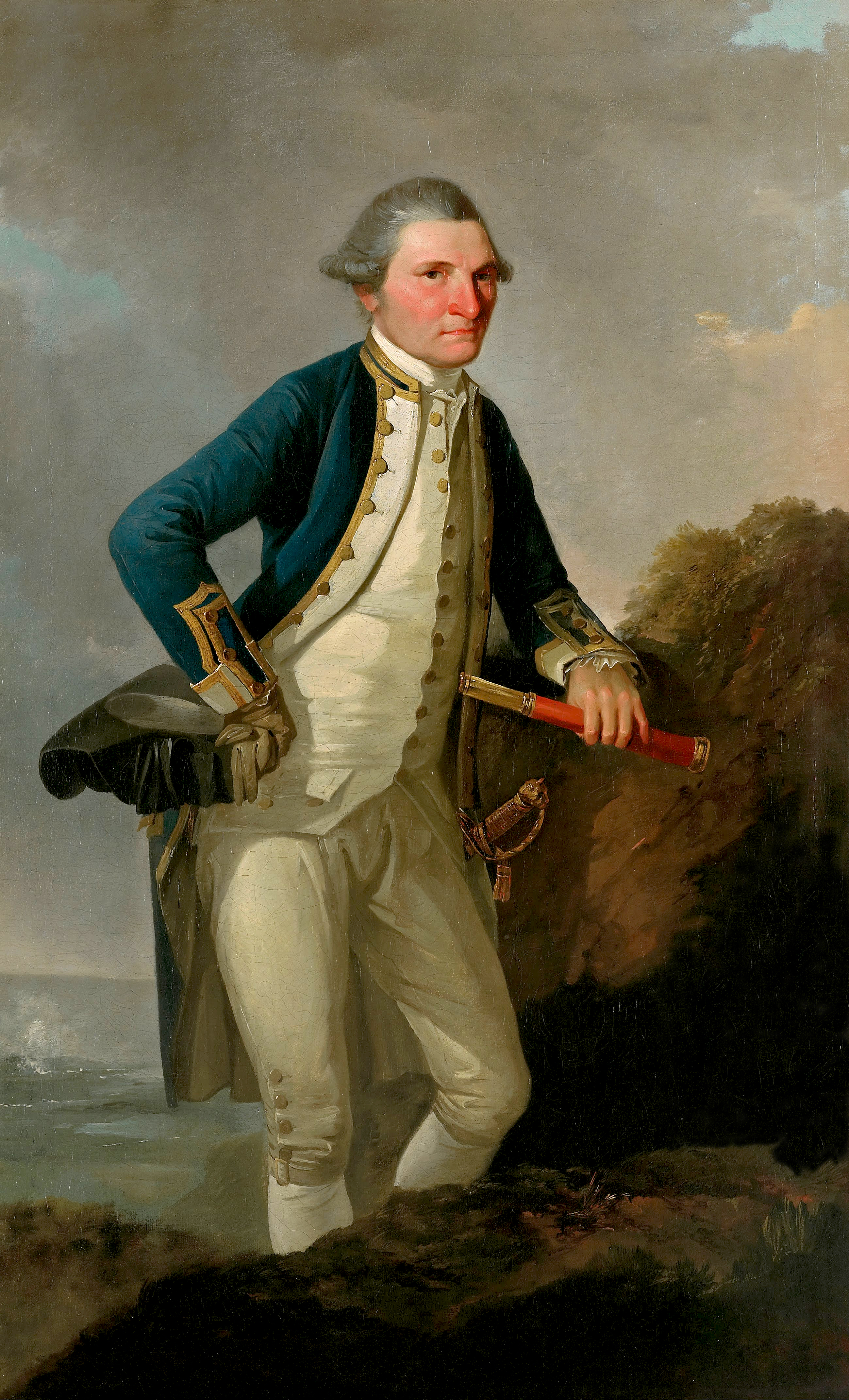
Джон Уэббер. «Portrait of Captain James Cook». Около 1780 года.
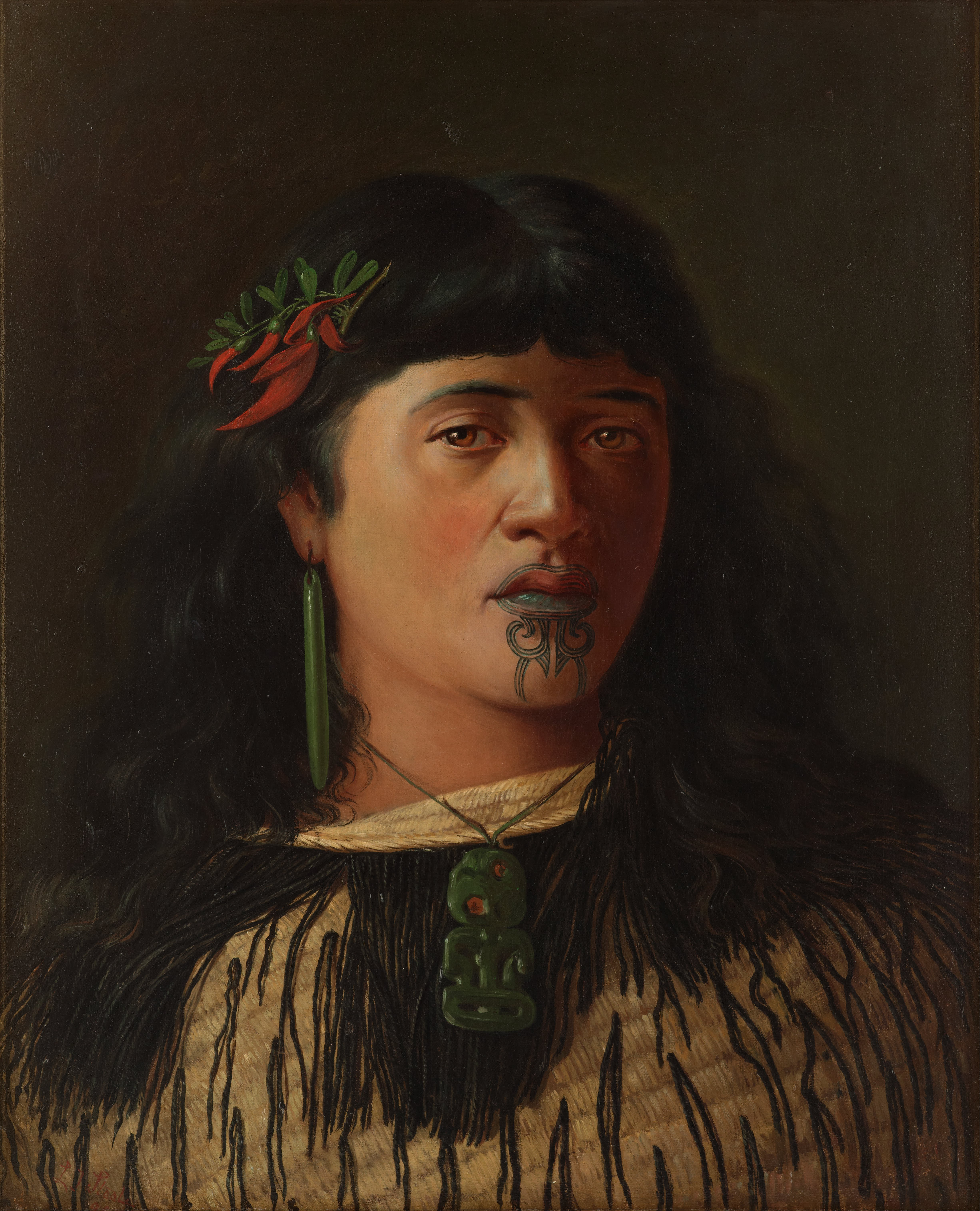
Луис Джон Стил. «Portrait of a young Maori woman with moko». 1891 год.
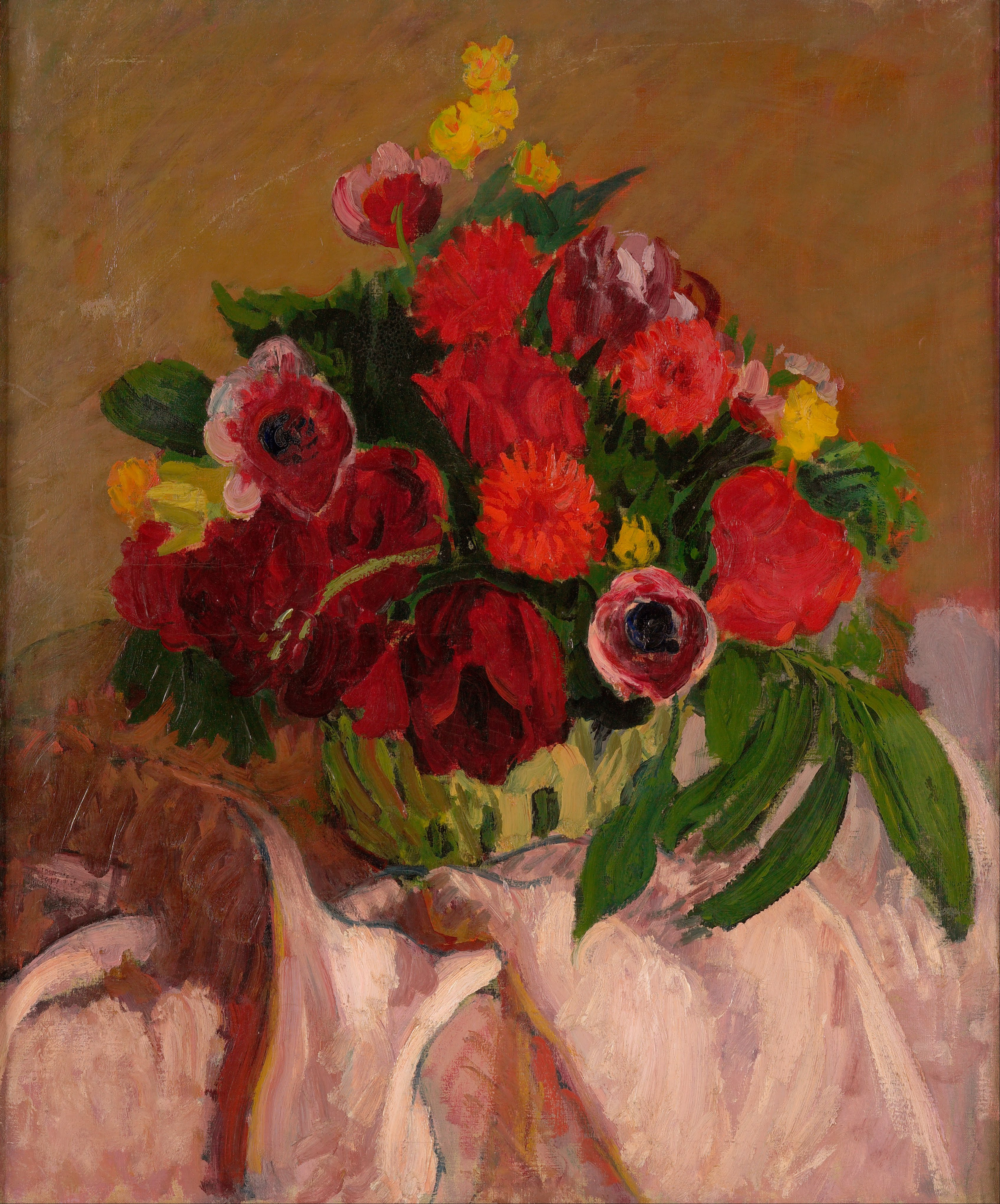
Родерик О’Конор. «Mixed flowers on pink cloth». Около 1916 года.
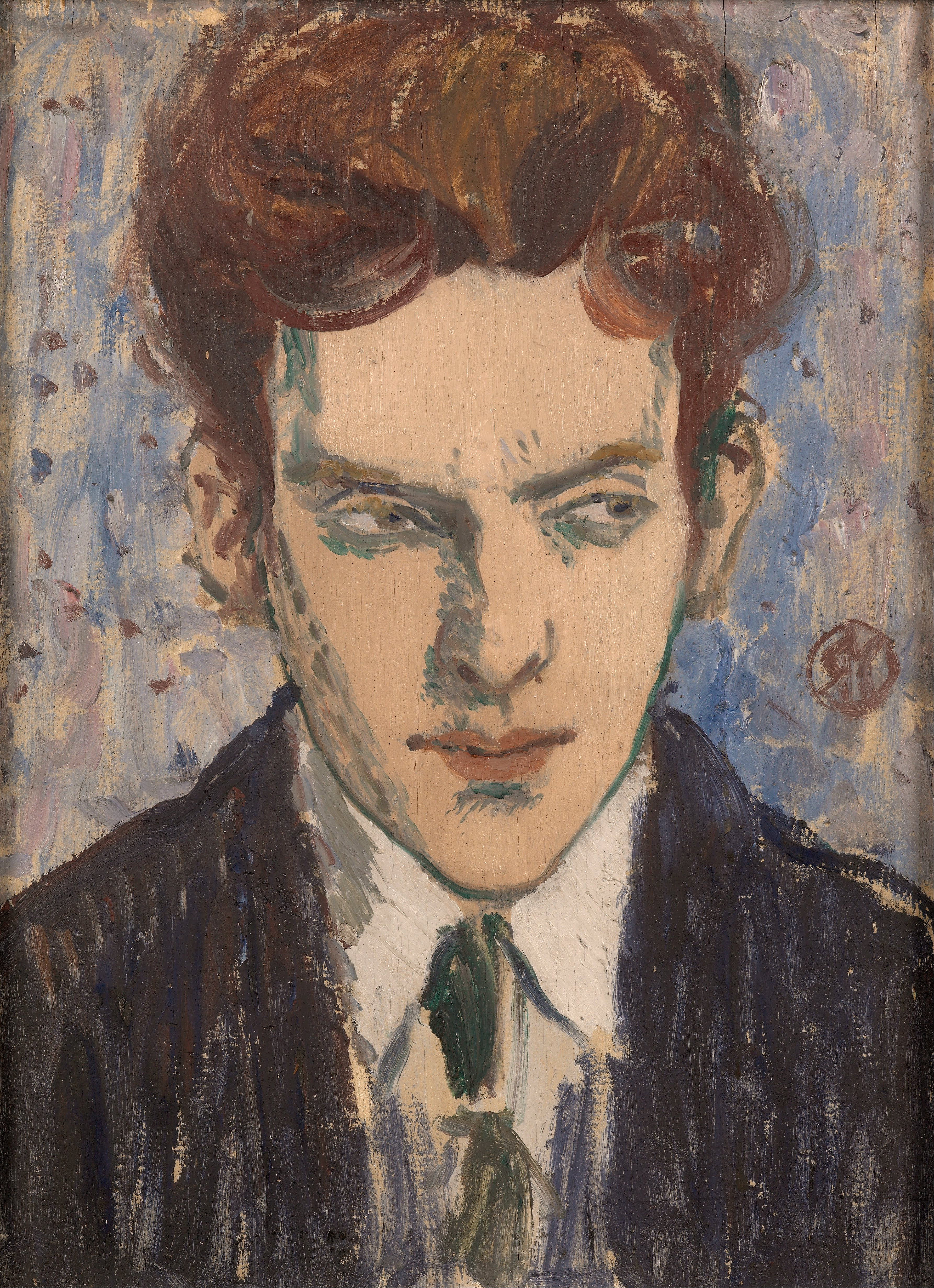
Рэймонд Макинтайр. «Edward McKnight Kauffer». Около 1915 года.
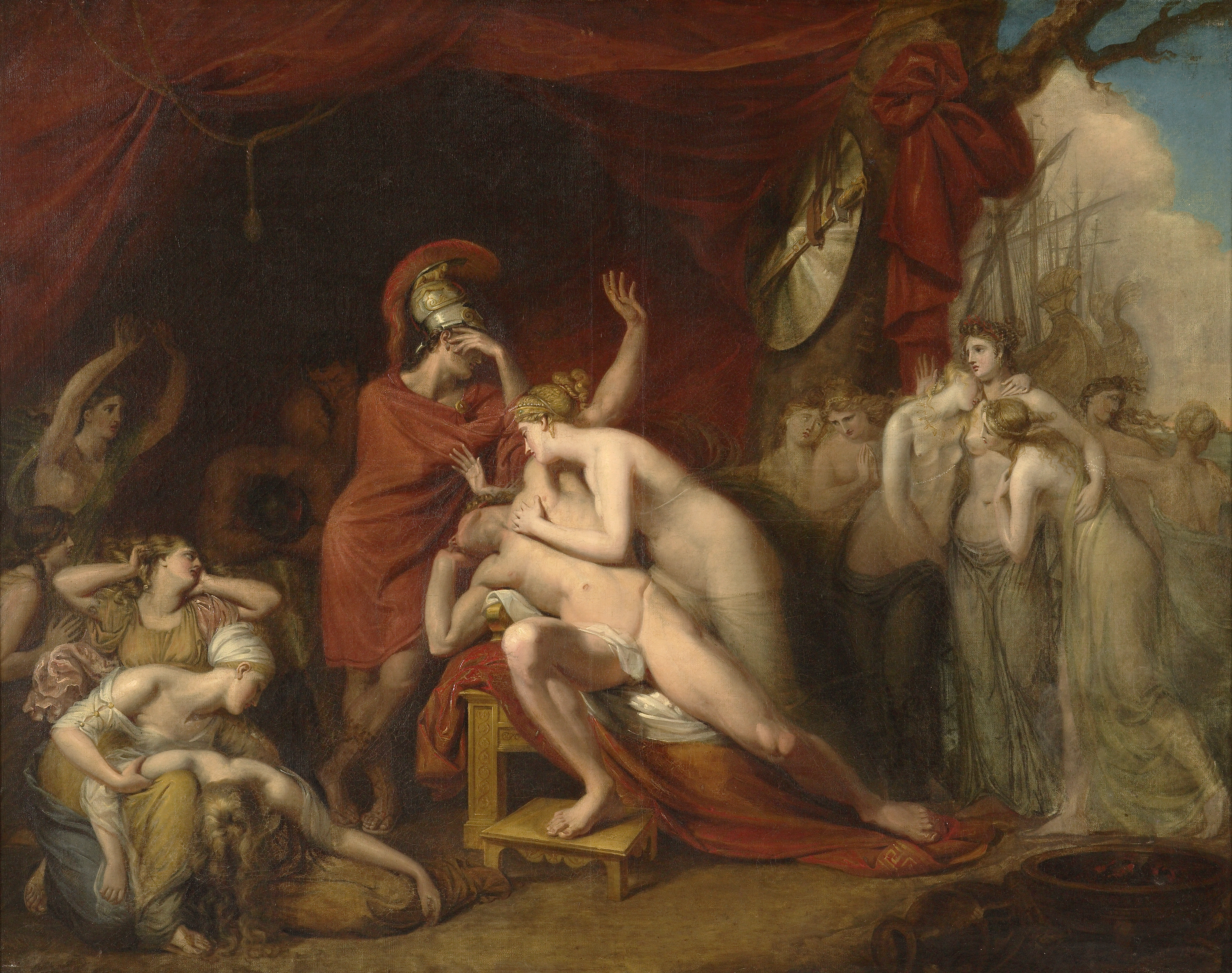
Джордж Доу. «Achilles frantic for the loss...». 1803 год.
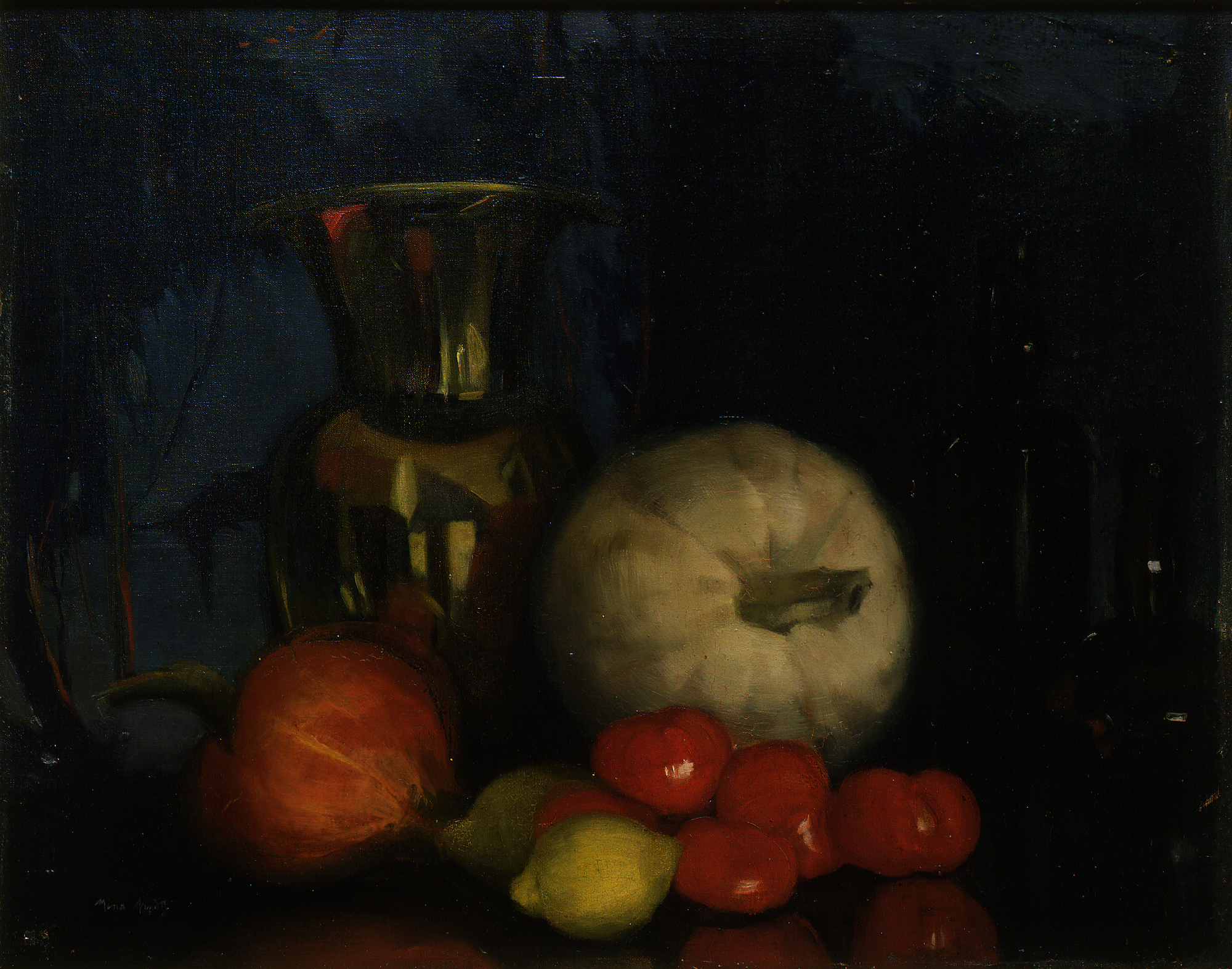
Мина Арндт. «Decorative group». Около 1925 года.
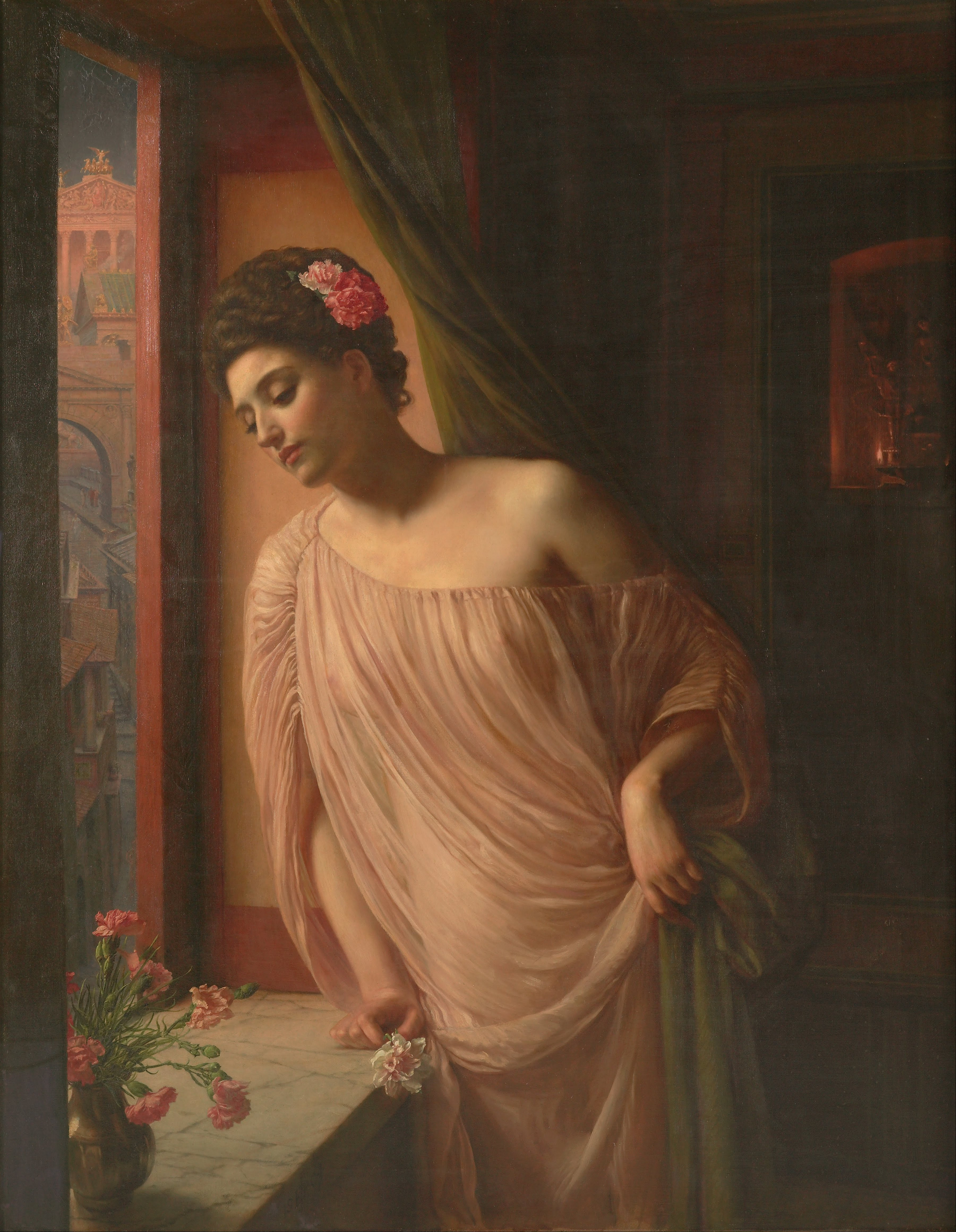
Эдвард Джон Пойнтер. « Asterié». 1904 год.
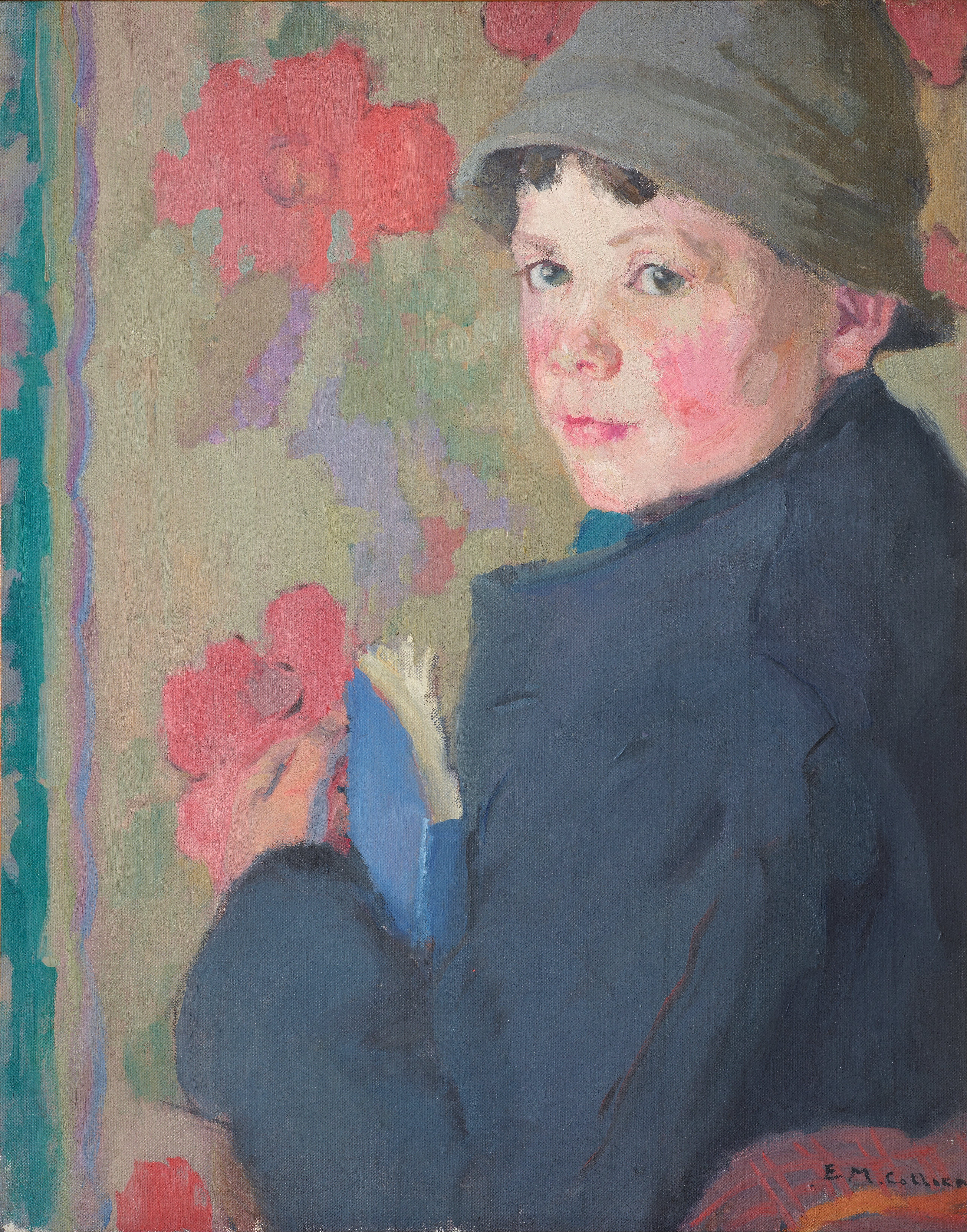
Едит Кольер. «Little schoolboy of Bonmahon». Около 1915 года.
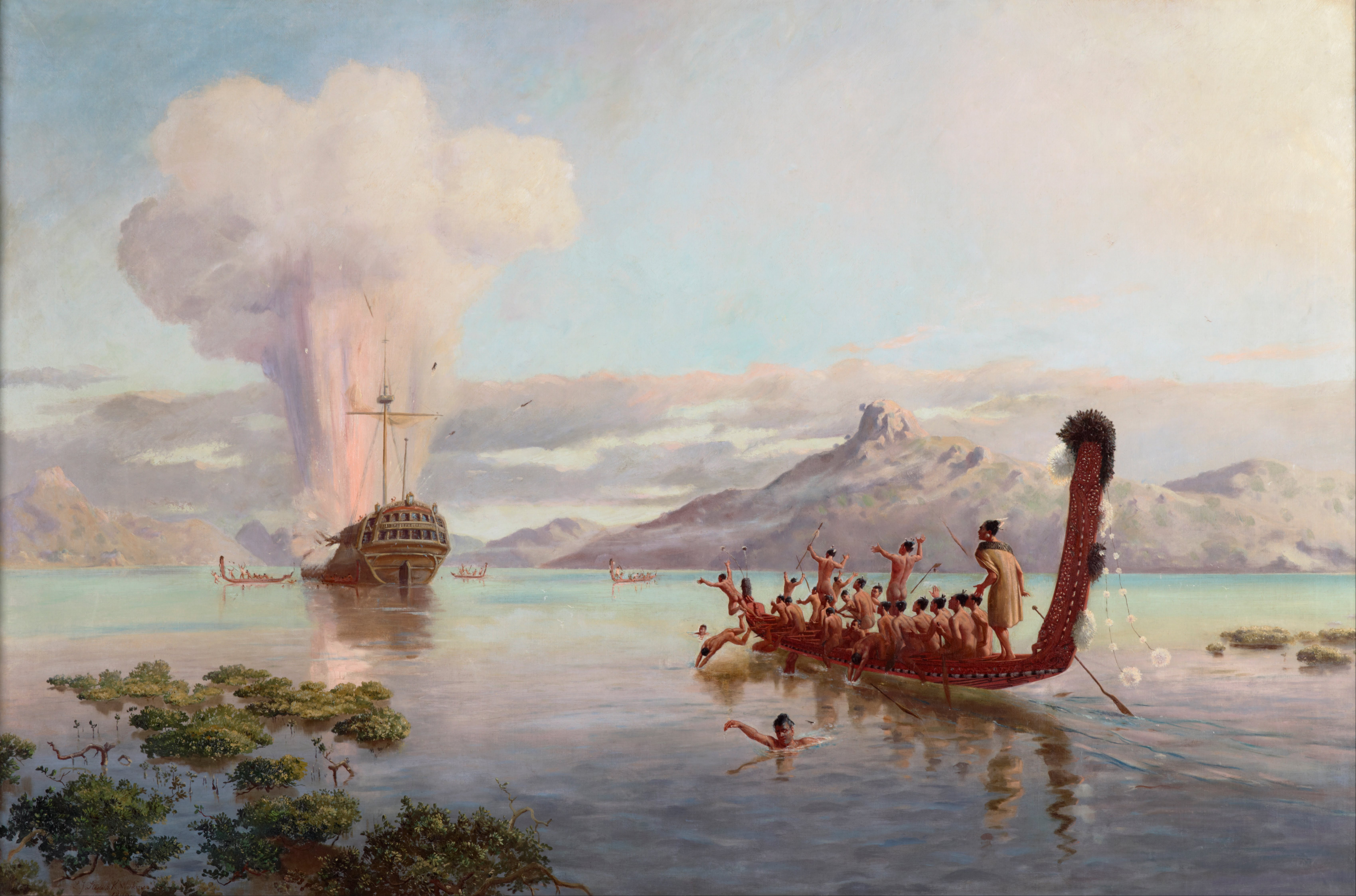
Луис Джон Стил. «The blowing up of the Boyd». 1889 год.
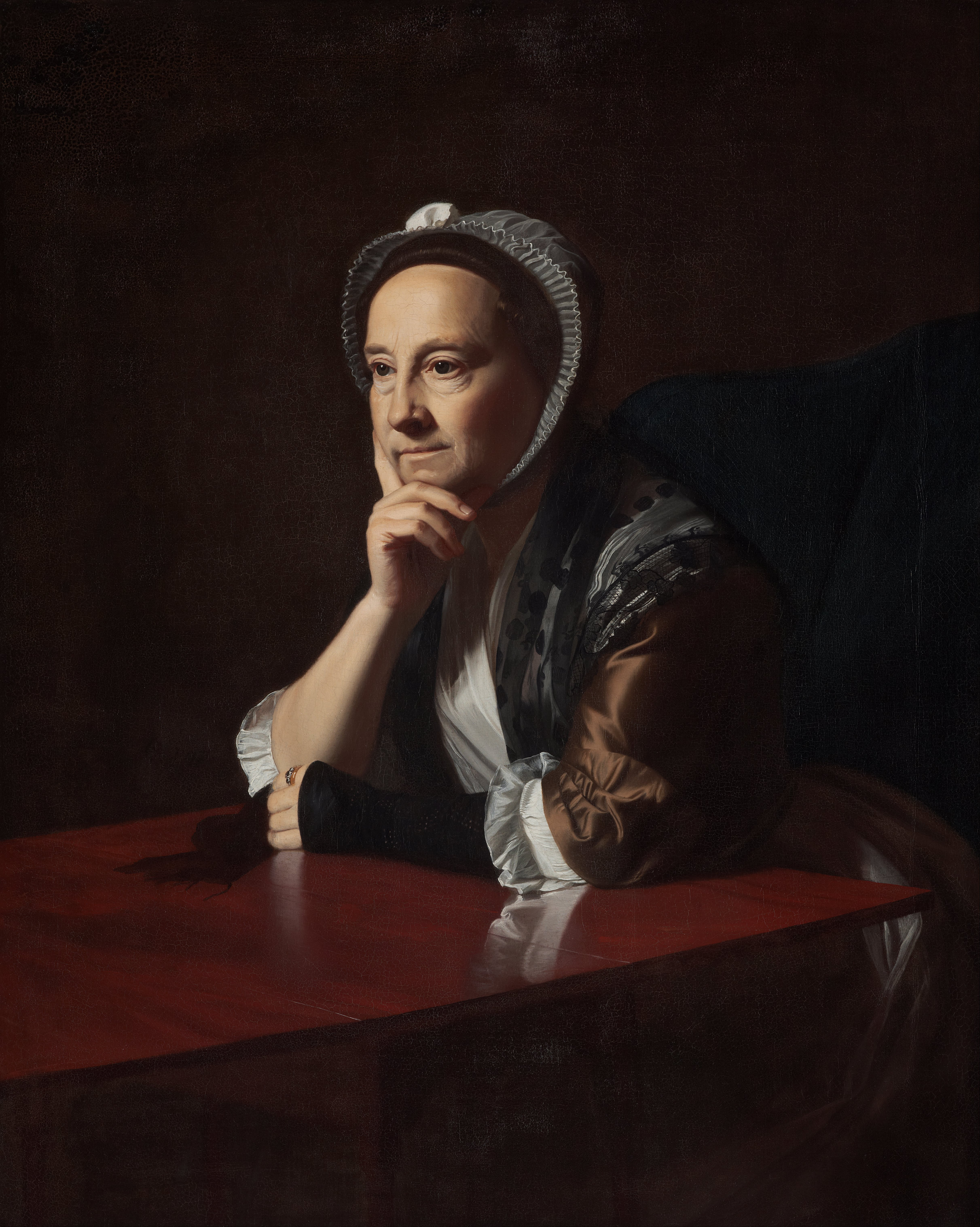
Джон Синглтон Копли. «Mrs Humphrey Devereux». 1771 год.
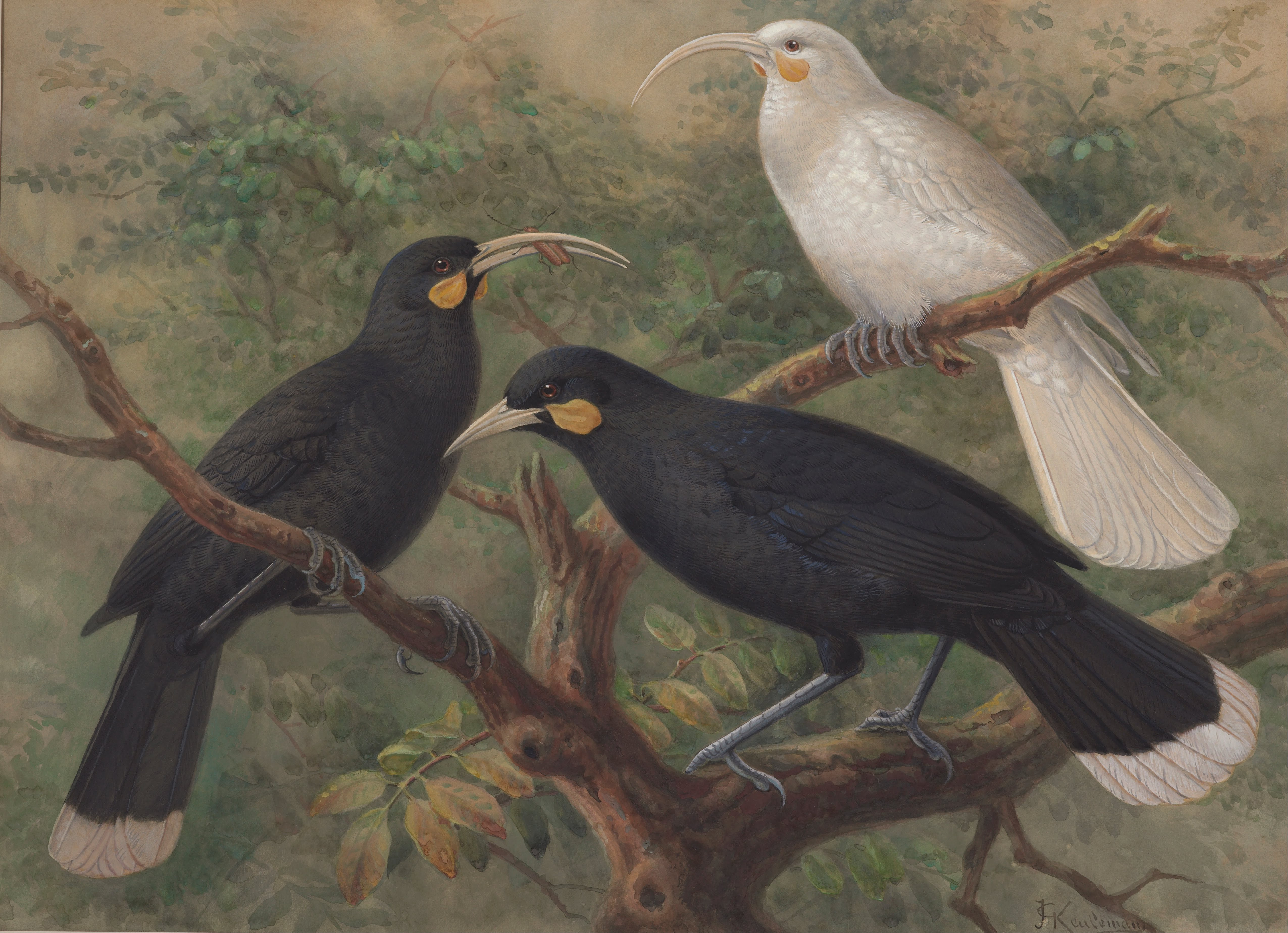
Йоханнес Герард Кёлеманс. «Three Huia (Heteralocha acutirostris)». Около 1900 года.
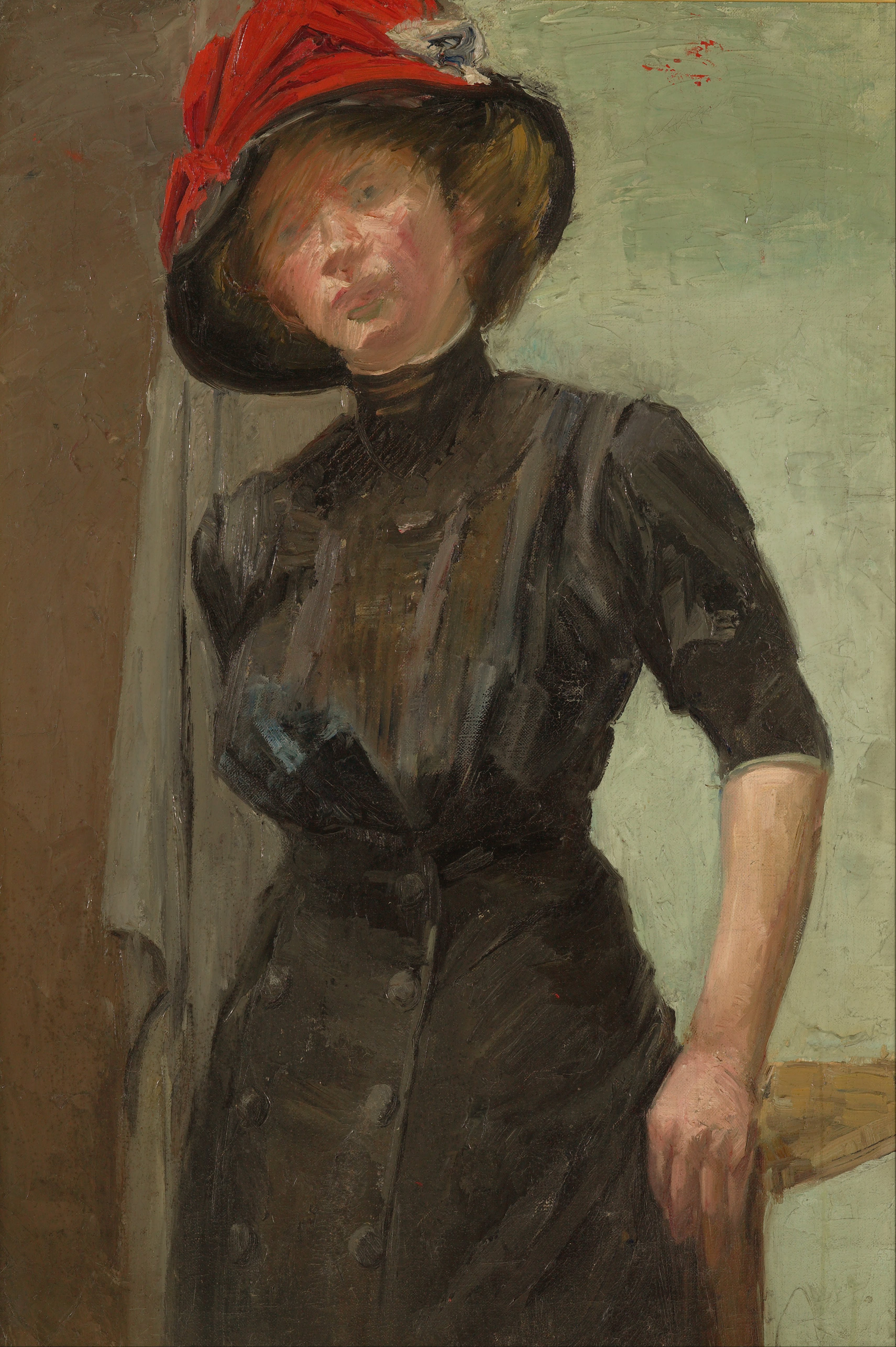
Мина Арндт. «The red hat». Около 1914 года.
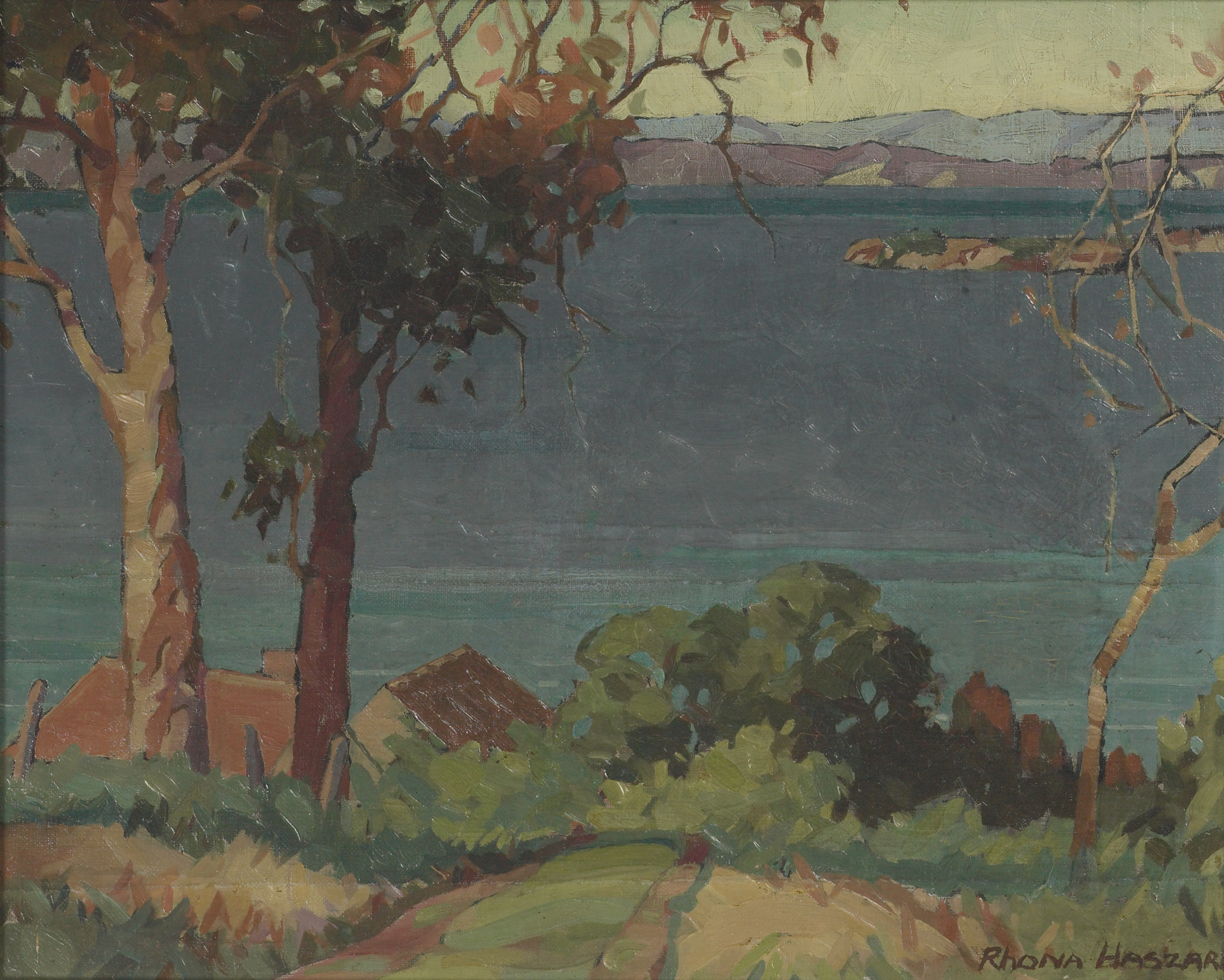
Рона Хасзард. «Across the Firth of Thames». 1925 год.
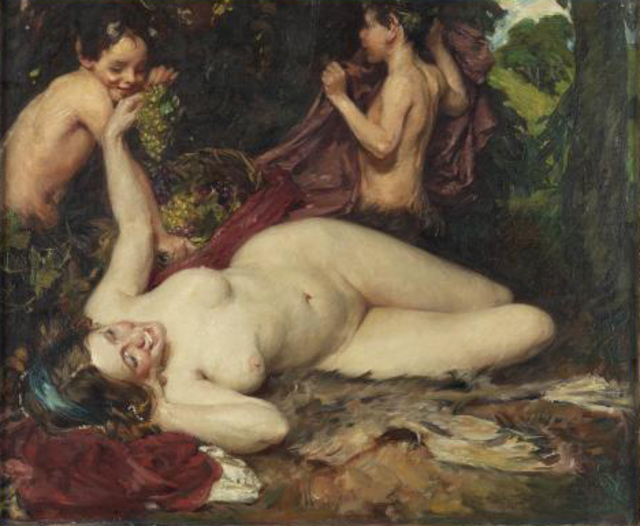
Изaбель Лилиан Глоаг. «A bacchante and fauns». Между 1902 и 1912 годами.